# Podarok Festivalu
Podarok Festivalu en ruso: Подарок Фестивалю es una variedad cultivar de ciruelo (Prunus domestica), de las denominadas ciruelas europeas,
una variedad de ciruela obtenida en la "Estación Experimental de Horticultura de Saratov". Las frutas tienen un tamaño muy grande, de forma ovalados y alineados, el color principal base del fruto es rojo púrpura con un rubor rojo oscuro sólido; las manchas subcutáneas son numerosas, grises y claramente visibles, y pulpa de color rosa claro, tierna y ligeramente seca, con sabor agridulce, agradable.

## Sinonimia
- "Подарок Фестивалю ",
- "Regalo para el Festival",
- "Podarok Festivalu",
- "Слива Подарок Фестивалю",
- "Sliva Podarok Festivalu".[3][5]

## Historia
'Podarok Festivalu' es una variedad de ciruela que la obtuvo el equipo de obtentores formado por  A.P. Kruglova y G.I. Dymnova en la "Estación Experimental de Horticultura de Saratov" mediante una polinización de la variedad de ciruela 'Severyanka' como "Parental Madre" x una mezcla de pólenes de variedades de ciruelas del sur de Rusia como "Parental Padre".
'Podarok Festivalu' se encuentra incluida en el "Registro Estatal" en 2002 para la región del Bajo Volga.

## Características
'Podarok Festivalu' es un árbol alto, con la copa piramidal plana y escasa.
'Podarok Festivalu' tiene frutos de tamaño muy grande, con un peso promedio de 43,0 gr máximo 50 gr, de forma ovalados y alineados, con un embudo pequeño y estrecho, copa es redonda; el color principal base del fruto es rojo púrpura con un rubor rojo oscuro sólido; las manchas subcutáneas son numerosas, grises y claramente visibles; recubrimiento ceroso ligero; sutura ventral es de profundidad media y a menudo se agrieta; pedúnculo es de tamaño largo, delgado; la pulpa es de color rosa claro, tierna y ligeramente seca, con sabor agridulce, agradable.
Hueso es libre, alargado, puntiagudo y sin crestas.
El fruto madura en la primera y segunda decena de agosto en las regiones del Volga Central y Medio. Transportabilidad promedio.

## Usos
Una variedad de frutos cuyo principal propósito es para consumo en fresco.

## Susceptibilidades
Alto rendimiento. 
La madera presenta una alta resistencia al invierno y los botones florales son medianos. 
Alta resistencia a la sequía.